# Tennis Napoli Cup 2013
Il Tennis Napoli Cup 2013 è stato un torneo di tennis facente parte della categoria ATP Challenger Tour nell'ambito dell'ATP Challenger Tour 2013. È stata la 77ª edizione del torneo che si è giocata a Napoli in Italia dal 29 aprile 2013 su campi in terra rossa e aveva un montepremi di €30,000+H.

## Partecipanti singolare

### Teste di serie
| Nazionalità | Giocatore                   | Ranking* | Testa di serie |
| ----------- | --------------------------- | -------- | -------------- |
| Slovenia    | Blaž Kavčič                 | 84       | 1              |
| Francia     | Adrian Mannarino            | 107      | 2              |
| Francia     | Marc Gicquel                | 118      | 3              |
| Italia      | Filippo Volandri            | 122      | 4              |
| Francia     | Jonathan Dasnières de Veigy | 149      | 5              |
| Germania    | Julian Reister              | 154      | 6              |
| Serbia      | Dušan Lajović               | 155      | 7              |
| Germania    | Bastian Knittel             | 184      | 8              |

- Ranking al 22 aprile 2013.

### Altri partecipanti
Giocatori che hanno ricevuto una wild card:
- Riccardo Bellotti
- Edoardo Eremin
- Blaž Kavčič
- Gianluigi Quinzi

Giocatori che sono passati dalle qualificazioni:
- Marco Cecchinato
- Omar Giacalone
- Wesley Koolhof
- Andreas Vinciguerra
- Nikola Ćaćić (lucky loser)
- Walter Trusendi (lucky loser)

Giocatori che hanno ricevuto un entry come Alternate:
- Leandro Migani

## Partecipanti doppio

### Teste di serie
| Nazionalità | Giocatore       | Nazionalità | Giocatore      | Ranking* | Testa di serie |
| ----------- | --------------- | ----------- | -------------- | -------- | -------------- |
| Stati Uniti | James Cerretani | Canada      | Adil Shamasdin | 158      | 1              |
| Italia      | Stefano Ianni   | Italia      | Potito Starace | 199      | 2              |
| Australia   | Jordan Kerr     | Brasile     | André Sá       | 202      | 3              |
| Paesi Bassi | Stephan Fransen | Paesi Bassi | Wesley Koolhof | 508      | 4              |

- Ranking al 22 aprile 2013.

### Altri partecipanti
Coppie che hanno ricevuto una wild card:
- Omar Giacalone /  Gianluca Naso
- Giuseppe Abbate /  Vincenzo Santonastaso

Coppie che hanno ricevuto un entry come Alternate:
- Thomas Fabbiano /  Walter Trusendi

## Vincitori

### Singolare
Potito Starace ha battuto in finale  Alessandro Giannessi che si è ritirato sul punteggio di 6–2, 2–0

### Doppio
Stefano Ianni /  Potito Starace hanno battuto in finale  Alessandro Giannessi /  Andrej Golubev con il punteggio di 6–1, 6–3